# Voutenay-sur-Cure
Voutenay-sur-Cure est une commune française située dans le département de l'Yonne en région Bourgogne-Franche-Comté.

## Géographie

### Situation
Voutenay, petit village de 215 habitants (en 2015) est dans le sud du département de l'Yonne, à 36 km au sud-ouest de sa préfecture Auxerre et 15 km au nord-ouest de sa sous-préfecture Avallon. Paris est à 215 km au nord-ouest.
Le parc naturel régional du Morvan commence à 8,6 km au sud sur la route d'Avallon.

### Hydrographie
Comme son nom l'indique, le village est riverain de la Cure ; il est situé à la confluence (côté est) de celle-ci avec son affluent de rive droite le ruisseau du Vau de Bouche (20 km de longueur). Il est également au pied d'un massif de roches dominant la rive droite de la Cure,.
Une partie de la Cure s'écoule dans des pertes à Asquins et ressort à Voutenay. D'après la carte du BRGN, la résurgence se trouve non pas dans le lit de la Cure mais à la Grande Fontaine, (au lavoir sur le ru du Vau de Bouche ?). Le même document précise que la source de la Grande Fontaine à Voutenay[Où ?] est une résurgence de la Cure et que la perte correspondante serait au Gué Pavé « sur Montillot » (la source du Gué Pavé est en réalité sur Asquins), entre Asquins et Blannay,. Une coloration de la Cure effectuée en 1905 en amont du Gué Pavé a réapparu à la Grande Fontaine à 7,6 km du Gué Pavé, avec une vitesse moyenne de 400 m/h. Une coloration effectuée dans le ruisseau du Vau de Bouche à 5 km en amont de la Grande Fontaine, n’a rien donné à cause d'une pluie continue survenue en cours d'opération.

### Voies de communication et transports
Le village est traversé du nord au sud par la D 606 (ancienne nationale 6), bordée côté ouest par la ligne de chemin de fer Auxerre-Avallon - le tout dans le fond de vallée de la Cure.
La D9 commence dans le village et suit le Vau de Bouche vers le nord-est ; au nord-est de la commune elle se détourne vers l'est puis le sud-est en direction de Lucy-le-Bois, Provency et Athy, tandis que la D32 reprend sa direction vers le nord-est et vers Précy-le-Sec puis vers son chef-lieu de canton Joux-la-Ville (8,9 km). La D950 part vers l'ouest et vers la N151 à Courson-les-Carrières.
L'autoroute la plus proche est la A6, avec l'entrée-sortie no 21 « Nitry » (vers le nord) à 14 km et la no 22 « Avallon » (vers le sud) à 23 km.
L'aéroport de Dijon-Bourgogne est à 134 km, l'aéroport d'Auxerre - Branches à 45 km.

### Hameaux
Un lieu appelé la Sarrée, relevant de Voutenay, appartient en 1447 à l'abbaye de Crisenon ; Quantin le signale disparu à son époque (XIXe siècle) ; la carte d'état-major du XIXe siècle n'indique effectivement pas ce nom ni la carte de Cassini (XVIIIe siècle) (ou est-ce l'ancien nom de la Jarrie ?)
Les autres hameaux sont : la Coutote (lotissement au nord du village), le Vieux Château, le Moulinot et le Gué Fleuri.

### Communes voisines
Les noms en gras sont ceux des communes limitrophes. Voutenay en a cinq : Saint-Moré, Précy-le-Sec, Girolles, Sermizelles et Blannay.

### Les grottes du Vau de Bouche
Sur ses 10 derniers km, entre Lucy-le-Bois et Voutenay, le Vau de Bouche s'enfonce dans une vallée qu'il a profondément entaillée ; à mi-parcours de cette distance les falaises qui l'enserrent culminent à environ 100 m au-dessus de son lit, pour 800 à 1 000 m de distance entre les sommets de chaque rive. Sur ces 10 km, son altitude baisse de 220 m à 130 m,.
Sur cette section de son parcours, qui couvre les communes d’Annay-la-Côte, Girolles, Précy-le-Sec et Voutenay-sur-Cure, le Vau de Bouche a creusé de nombreuses grottes souvent cachées hors des sentiers et dont certaines restent encore à découvrir. Les grottes connues sont :
- Le Grand Souterrain : développement[Note 1] 140 m, dénivellation 10 m, découverte au XIXe s. et en 1966.
- La Grande Fontaine : développement[Note 1] 78 m, dénivellation -8 m, découverte en 2004[14]. Elle abrite une faune cavernicole variée : petits diptères, nombreux collemboles, cloportes décolorés, myriapodes (famille des Polydesmida), coléoptères non identifiés, chauves-souris, arachnides, des papillons (genre scoliopteryx)[16]…
- La Roche aux Lierres : développement[Note 1] 69 m, découverte au XIXe s.
- Le Larron[14] ou la Roche au Larron[17],[18] : développement[Note 1] 46 m, dénivellation 8 m, découverte au XIXe s. Site du bronze final III[14], à 1,5 km en ligne droite ou 3 km par la route depuis l'église de Voutenay[17]. C'est la plus grande des grottes du Vau de Bouche. Son plafond atteint 8 m de hauteur par endroits et des chauve-souris occupent occasionnellement les parties hautes[18].
- Le Garde Blanc : développement[Note 1] 46 m, dénivellation 8 m, découverte en 1983.
- Le Petit Souterrain : développement[Note 1] 22 m, découverte au XIXe s.
- La Chaume Cadet : développement[Note 1] 20 m, découverte en 1950 ?
- Le Cœur de Pierre : développement[Note 1] 20 m, découverte en 2006.
- Le Champ du feu : développement[Note 1] 18 m, découverte au XIXe s.
- Les Blaireaux : développement[Note 1] 18 m, découverte en 1983.
- Les Cocons : développement[Note 1] 15 m, dénivellation -8 m, découverte en 1983. Elle est située au-dessus de la grotte des Blaireaux, avec laquelle elle communique. Elle est formée de deux salles déclives dont le sol est recouvert d'éboulis[19].
- La Roche à la Grange : développement[Note 1] 17 m, découverte au XIXe s.
- Le Chasseur : développement[Note 1] 10 m, dénivellation -4 m, découverte en 1983.
- La Baume du Nid : développement[Note 1] 7 m, découverte en 1983.
- Le Soleil de Chandron : développement[Note 1] 7 m, découverte en 1983.
- Le Crâne : développement[Note 1] 6 m, découverte en 1983[14]. Cette petite cavité, accessible seulement à quatre pattes, sert de terrier aux blaireaux[19].

### Climat
Pour des articles plus généraux, voir Climat de la Bourgogne-Franche-Comté et Climat de l'Yonne.
En 2010, le climat de la commune est de type climat océanique dégradé des plaines du Centre et du Nord, selon une étude du Centre national de la recherche scientifique s'appuyant sur une série de données couvrant la période 1971-2000. En 2020, Météo-France publie une typologie des climats de la France métropolitaine dans laquelle la commune est exposée à un climat océanique altéré et est dans la région climatique  Lorraine, plateau de Langres, Morvan, caractérisée par un hiver rude (1,5 °C), des vents modérés et des brouillards fréquents en automne et hiver. 
Pour la période 1971-2000, la température annuelle moyenne est de 11 °C, avec une amplitude thermique annuelle de 16 °C. Le cumul annuel moyen de précipitations est de 702 mm, avec 11,5 jours de précipitations en janvier et 7,7 jours en juillet. Pour la période 1991-2020, la température moyenne annuelle observée sur la station météorologique de Météo-France la plus proche, « Merry-sur-Yonne », sur la commune de Merry-sur-Yonne à 11 km à vol d'oiseau, est de 11,5 °C et le cumul annuel moyen de précipitations est de 776,9 mm. 
La température maximale relevée sur cette station est de 40,7 °C, atteinte le 7 août 2003 ; la température minimale est de −22 °C, atteinte le 16 janvier 1985,,. 
Les paramètres climatiques de la commune ont été estimés pour le milieu du siècle (2041-2070) selon différents scénarios d'émission de gaz à effet de serre à partir des nouvelles projections climatiques de référence DRIAS-2020. Ils sont consultables sur un site dédié publié par Météo-France en novembre 2022.

## Urbanisme

### Typologie
Au 1er janvier 2024, Voutenay-sur-Cure est catégorisée commune rurale à habitat dispersé, selon la nouvelle grille communale de densité à sept niveaux définie par l'Insee en 2022.
Elle est située hors unité urbaine. Par ailleurs la commune fait partie de l'aire d'attraction d'Avallon, dont elle est une commune de la couronne,. Cette aire, qui regroupe 74 communes, est catégorisée dans les aires de moins de 50 000 habitants,.

### Occupation des sols
L'occupation des sols de la commune, telle qu'elle ressort de la base de données européenne d’occupation biophysique des sols Corine Land Cover (CLC), est marquée par l'importance des forêts et milieux semi-naturels (76,9 % en 2018), une proportion identique à celle de 1990 (76,9 %). La répartition détaillée en 2018 est la suivante :
forêts (74,3 %), terres arables (10,6 %), prairies (9,7 %), zones urbanisées (2,8 %), milieux à végétation arbustive et/ou herbacée (2,6 %). L'évolution de l’occupation des sols de la commune et de ses infrastructures peut être observée sur les différentes représentations cartographiques du territoire : la carte de Cassini (XVIIIe siècle), la carte d'état-major (1820-1866) et les cartes ou photos aériennes de l'IGN pour la période actuelle (1950 à aujourd'hui).

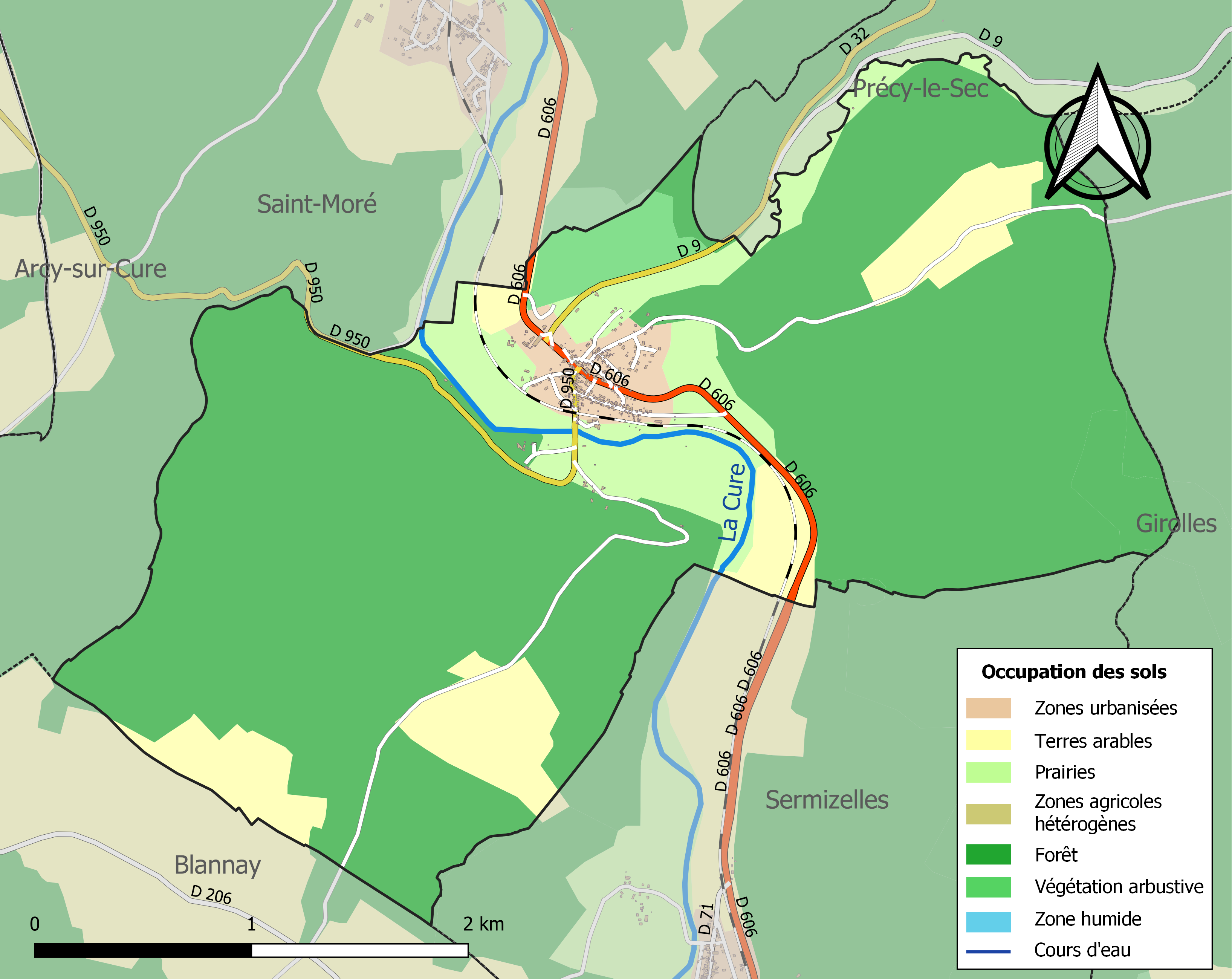
Carte des infrastructures et de l'occupation des sols de la commune en 2018 (CLC).

## Toponymie
Quantin indique les noms Ultenacum, Vultenacum, Vuldonacum, Vultiniscum, Vultumniscum et Witeniscum. L'abbé Poulaine y ajoute Vetenedum, Vultumniacum, Vultiniacum, Volthenetum. 

D'après lui, le suffixe -ay vient du celtique -ak, transformé en -acum, « propriété, demeure de quelqu'un » ; d'où il suggère que le propriétaire du lieu a pu s'appeler ''Vulteius ou Vultumnius.
Etum indiquerait une plantation de chênes.
La carte d'état-major de 1850 l'épelle encore « Vouteney », sans le complément « -sur-Cure ».

## Histoire

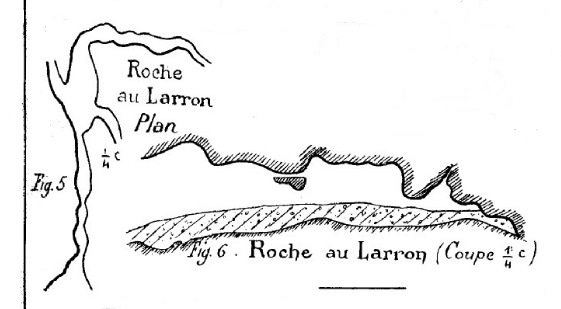
La Roche au Larron,
croquis par l’Alexandre Parat (1909)

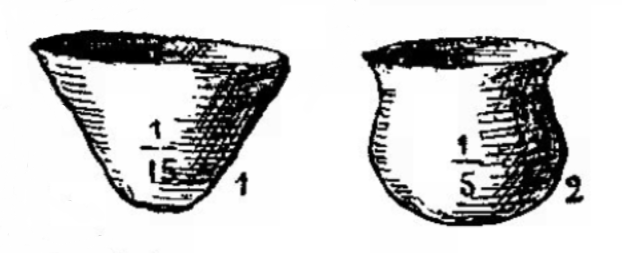
Grotte au Larron : vases en cône tronqué, poterie noire lustrée, fine (coll. Charlot à Voutenay)

### Protohistoire
Grotte au Larron ou Roche au Larron
La grotte au Larron ou Roche au Larron est un site archéologique du bronze final III,, (vers IXe siècle av. J.-C.). Son développement est de 46 m, pour une dénivellation de +8 m. L'abbé Poulaine la dit « capricieusement ramifiée ».
Selon l'abbé Parat, le remplissage comportait deux niveaux. Le premier trouvé (le plus récent), de 1 m à 2 m d'épaisseur, est un limon jaunâtre mêlé de pierres. Il contient des débris de la voûte. Le deuxième, en dessous, est très différent et se sépare aisément de la première couche ; il est fait de sable fin, bigarré, sans stratification, tantôt pur et tantôt argileux ou contenant même des veines d'argile sableuse. Ce sable est similaire à celui trouvé en petites poches sur le plateau en rive droite du Cousin (juste au nord d'Avallon), et d'autres en rive gauche. Épais de 20 à 50 cm et parfois plus, il forme des gradins au fond de la fente. Il ne contient pas de débris de la voûte, mais des dépôts de calcaire ou tuf formant souvent des lits ou des géodes, parfois noircies par de l'oxyde de manganèse. Par endroits il se trouve plaqué aux parois jusqu'en haut du remplissage et contient les objets les plus anciens de la grotte (des dents d'ours), ce qui laisse supposer qu'il a pendant un temps rempli la grotte jusqu'à la hauteur du limon.
Le limon (couche supérieure) contenait, près de la superficie, des monnaies et poteries romaines. Plus bas, la même couche a livré une grande quantité de poteries noires grossières dont la seule pièce presque entière est une sorte de plat creux fait à la main, à ouverture très large et fond très étroit. L'abbé Parat y a trouvé un anneau de bronze dans les parties les plus profondes, et des os de phalanges d'humain(s) ; il les associe au peuple qui vivait dans la vallée et y a construit de nombreux tumulus. Il a constaté la présence d'une grande quantité de charbon répandue dans tout le remplissage, mais pas de foyer ; et selon lui la grotte n'a pas été habitée (ni occupée de façon régulière). Selon lui, les divers débris trouvés dans le limon sont arrivés par les nombreuses cheminées ramifiées dans le plafond. 

Le sable collé aux parois, plus ancien, a livré quelques os et des dents d'ours. Celui du fond n'a pratiquement rien livré sauf des dents d'ours probablement détachées des parois où elles étaient collées car elles sont plus anciennes que la couche de sable du fond ; et, surprise pour l’abbé Parat, une lame taillée dans du silex, similaire à celles trouvées en nombre à Arcy.

### Antiquité
Voutenay faisait partie du pays Mandubien, dans la république Éduenne ; sa capitale était la célèbre Alésia ou Alise. Voutenay est dans la partie Mandubienne avallonnaise, donnée en 806 par Charlemagne à son fils Louis le Pieux.
La voie antique, villa et sépultures
Le « chemin d'Avallon à Auxerre » suit les vallées de la Cure et passe par Voutenay. Voie importante dès l'Antiquité sinon avant, il est signalé en 1292 en relation avec l'abbaye de Pontigny et Villiers-la-Grange (hameau sur Grimault). Il a été essentiellement repris par la D951 de Vézelay à Blannay, par la D606 de Blannay à Voutenay et par la D32 de Voutenay à Joux,. Les Romains l'utilisent pour la via Agrippa de l'Océan, voie antique allant de Boulogne-sur-Mer à Lyon en passant par Auxerre et Avallon. 

Le long de cette voie ont été mises au jour en 1850 les fondations d'une villa gallo-romaine. Un cippe ou autel en pierre blanche assez tendre, de forme octogonale y a été découvert et transféré au musée d'Auxerre ; une inscription sur une des faces indique qu'il est dédié à Mercure et donne le nom de « Amicus Celsus Ambioris », peut-être le nom du propriétaire de l'endroit. 

De nombreux tombeaux gallo-romains et de la période mérovingienne longent aussi cette voie.
Sarcophages près de l'église
Des sarcophages en pierre ont aussi été trouvés à l'est de l'église (immédiatement à l’est du cimetière actuel). En 1873 l'un d'eux a livré une lance en fer ; d'autres ont livré des plaques de ceinturon en fer plaqué d'argent ciselé. Certains renfermaient des pièces de monnaie, la plupart assez frustes, dont les marques d'Antonin le Pieux (138-161), Sévère Alexandre (222-235), d'Arcadius (395-408) avec au revers la citation « Gloria Romanorum », de Constantin, et des pièces lenticulaires. Des poteries ont aussi été trouvées, dont un broc en terre grise avec une ouverture de goulot tréflée ; des perles en ambre et en verre ; une fragile fiole ou lacrymatoire dont la partie basse est entièrement contournée par l'action du feu ; des outils en silex, dont une petite hachette de forme très régulière.
Le creusement d'une fosse funéraire dans le cimetière de Voutenay en 1890 a mis au jour à environ 1 m de profondeur un sarcophage en pierre avec son couvercle, placé au-dessus d'un autre sarcophage de mêmes dimensions qui n’a pas pu être exploré à cause de la hâte à finaliser l'inhumation en cours. Le sarcophage du dessus a livré deux fibules en bronze et un pot en terre rouge très bien conservé. L'abbé Poulaine (curé du village et historien à ses heures) note que les inhumations étagées sont extrêmement rares car contraires à la loi salique qui interdit de remuer les os des morts et de placer un mort au-dessus d'un autre mort, et en déduit que cette inhumation étagée à Voutenay est la conséquence d'une erreur ou de l'ignorance. Comme il était de coutume au XIXe siècle de prendre de la terre ce chaume pour planter dans les cimetière fleurs et arbustes, le fossoyeur a trouvé et remis à l’abbé Poulaine plusieurs objets provenant des tombes antiques : perles en verre, fibules, bagues, boucles, clous, etc. en bronze, fusaïoles ou grosses perles et deux petites urnes funéraires.
Site du château
Le site du château a été occupé depuis IIe siècle av. J.-C. Un autre établissement aux Terres-Noires a été occupé de la fin de la période gauloise à la période médiévale.
Ferrier
Il existe un ferrier à Voutenay, vestige d'une extraction de fer antique.

### Moyen-Âge
La première année du règne de Theodorico, soit en 606 (le 15 des calendes de février) ou en 721 (le 18 janvier) selon les sources, l’abbé de Flavigny Waré (Wideradus) fait à l'église de Saint-Pregts de Flavigny une donation incluant les petites coutumes de Voutenay (« et colonicas in Vuldocano »).
En 864, les évêques des Gaules réunis à Pistes (Pistres) par Charles le Chauve sont sollicités par l'abbaye Saint-Germain d'Auxerre (dont l'abbé est alors Lothaire fils du roi) pour confirmer les possessions de l'abbaye - parmi lesquelles figure Voutenay : « Vultumniacus cum coloniculis ». Le 20 juin de la même année, Charles le Chauve confirme les possesions listées par le décret de Pistes : « Vultumniacum cum appenditiis suis ». Les privilèges et biens de l'abbaye sont confirmés vingt ans plus tard le 11 juin 884 par Carloman : « Vultumniacus cum integritate » ; et dans les mêmes termes le 28 octobre 886 par Charles le Gros, le 14 juillet 889 par Eudes, le 26 juillet 936 par Louis IV.
Le bourg est à l'époque dans le bailliage et présidial de Sens, sous le gouvernement de Champagne, et sous le parlement et intendance de Paris.
Au XIe siècle, le comté d'Avallon est réuni à celui de l'Auxois et par la suite au duché de Bourgogne. En 1210, le comte d'Auxerre Pierre de Courtenay reconnaît tenir du roi la forteresse de Voutenay où il a un prévôt.
Pendant le règne de la Maison des Valois-Bourgogne (ou « seconde Maison de Bourgogne » commençant avec Philippe le Hardi, 1363-1404) sur le duché de Bourgogne, la royauté est affaiblie et ducs et comtes s'érigent en souverains des pays dont ils ont la garde. À cette époque, Voutenay et les villes environnantes passent aux comtes de Nevers. Le bourg se retrouve donc dans le bailliage et présidial de Sens, sous le gouvernement de Champagne, et du parlement et intendance de Paris. Mais « Auxerre s'étant des premiers soumis à l'autorité de Louis XI après la mort du duc Charles le Téméraire » (quatrième et dernier duc de la Maison des Valois-Bourgogne, 1467-1477), Louis XI récompense la ville en détachant son bailliage de celui de Sens (c'est donc la création du bailliage d'Auxerre). En 1551, Henri II crée un siège présidial à Auxerre, et à partir de cette date Voutenay n'a plus rien de commun avec Sens.
Diocèses
Voutenay est dans le diocèse d'Autun jusqu'en 1802, date à laquelle la paroisse passe dans le diocèse de Troyes. Elle passe dans l'archidiocèse de Sens-Auxerre lorsque celui-ci est rétabli en 1820.

### Les Hospitaliers
La seigneurie est possédée successivement par les moines de Flavigny, ceux de Saint-Germain d'Auxerre, ceux de Vézelay, par les Hospitaliers de l'ordre de Saint-Jean de Jérusalem, et les comtes d'Auxerre en disputent la possession. Voutenay subit les sièges des seigneurs locaux, la peste, les pillages par les Anglais (guerre de Cent Ans), par les grandes compagnies (XIIe au XIVe s.), par les Écorcheurs sévissant dans l'Avallonnais (XVe s.). 

Le château a joué un rôle important lors des guerres de Religion et de la Ligue dans l'Avallonnais. Il a été ruiné peu après. Ce château était « bordé par la Cure, adossé à la pente escarpée d'une haute colline boisée et dominé par la montagne de Chora du côté sud ».

### Époque moderne
Avant 1789, Voutenay est de la province d'Île-de-France, subdélégation de l'Isle, élection de Vézelay, et ressort au bailliage et à la coutume d'Auxerre (depuis le XVIe siècle - voir section « Moyen-Âge »). Ensuite elle est du canton de Vézelay du doyenné de Vézelay et de l'archiprêtré d'Avallon.

## Politique et administration
| Période    | Période  | Identité           | Étiquette | Qualité |
| ---------- | -------- | ------------------ | --------- | ------- |
| avant 1988 | ?        | Roger Mainbourg    |           |         |
| 1995       | 2001     | Henri Mathé        |           |         |
| 2001       | 2008     | Guy-Louis Christ   |           |         |
| 2008       | En cours | Nathalie Kowalczyk |           |         |

## Démographie
L'évolution du nombre d'habitants est connue à travers les recensements de la population effectués dans la commune depuis 1793. Pour les communes de moins de 10 000 habitants, une enquête de recensement portant sur toute la population est réalisée tous les cinq ans, les populations de référence des années intermédiaires étant quant à elles estimées par interpolation ou extrapolation. Pour la commune, le premier recensement exhaustif entrant dans le cadre du nouveau dispositif a été réalisé en 2005.

En 2022, la commune comptait 209 habitants, en évolution de −2,79 % par rapport à 2016 (Yonne : −1,95 %, France hors Mayotte : +2,11 %).
| 1793 | 1800 | 1806 | 1821 | 1831 | 1836 | 1841 | 1846 | 1851 |
| ---- | ---- | ---- | ---- | ---- | ---- | ---- | ---- | ---- |
| 328  | 323  | 310  | 327  | 362  | 341  | 326  | 338  | 350  |

| 1856 | 1861 | 1866 | 1872 | 1876 | 1881 | 1886 | 1891 | 1896 |
| ---- | ---- | ---- | ---- | ---- | ---- | ---- | ---- | ---- |
| 329  | 318  | 320  | 323  | 278  | 300  | 328  | 341  | 329  |

| 1901 | 1906 | 1911 | 1921 | 1926 | 1931 | 1936 | 1946 | 1954 |
| ---- | ---- | ---- | ---- | ---- | ---- | ---- | ---- | ---- |
| 326  | 286  | 275  | 245  | 220  | 219  | 203  | 215  | 197  |

| 1962 | 1968 | 1975 | 1982 | 1990 | 1999 | 2005 | 2006 | 2010 |
| ---- | ---- | ---- | ---- | ---- | ---- | ---- | ---- | ---- |
| 188  | 207  | 190  | 193  | 199  | 189  | 196  | 196  | 230  |

| 2015 | 2020 | 2022 | - | - | - | - | - | - |
| ---- | ---- | ---- | - | - | - | - | - | - |
| 215  | 199  | 209  | - | - | - | - | - | - |

## Risques
Risques nucléaires
- Centrale nucléaire de Belleville : 68,6 km
- Centrale nucléaire de Dampierre : 97 km à l'ouest
- Centrale nucléaire de Nogent : 108 km

## Tourisme
Le GR 13 - qui va de Fontainebleau en Seine-et-Marne à Bourbon-Lancy en Saône-et-Loire (423 km) - sert de limité de commune avec Saint-Moré sur 750 m. Son tracé se confond ici avec celui du GR 654 qui relie Namur en Belgique à Montréal-du-Gers dans le Gers (1 750 km).

## Culture locale et patrimoine

### Lieux et monuments

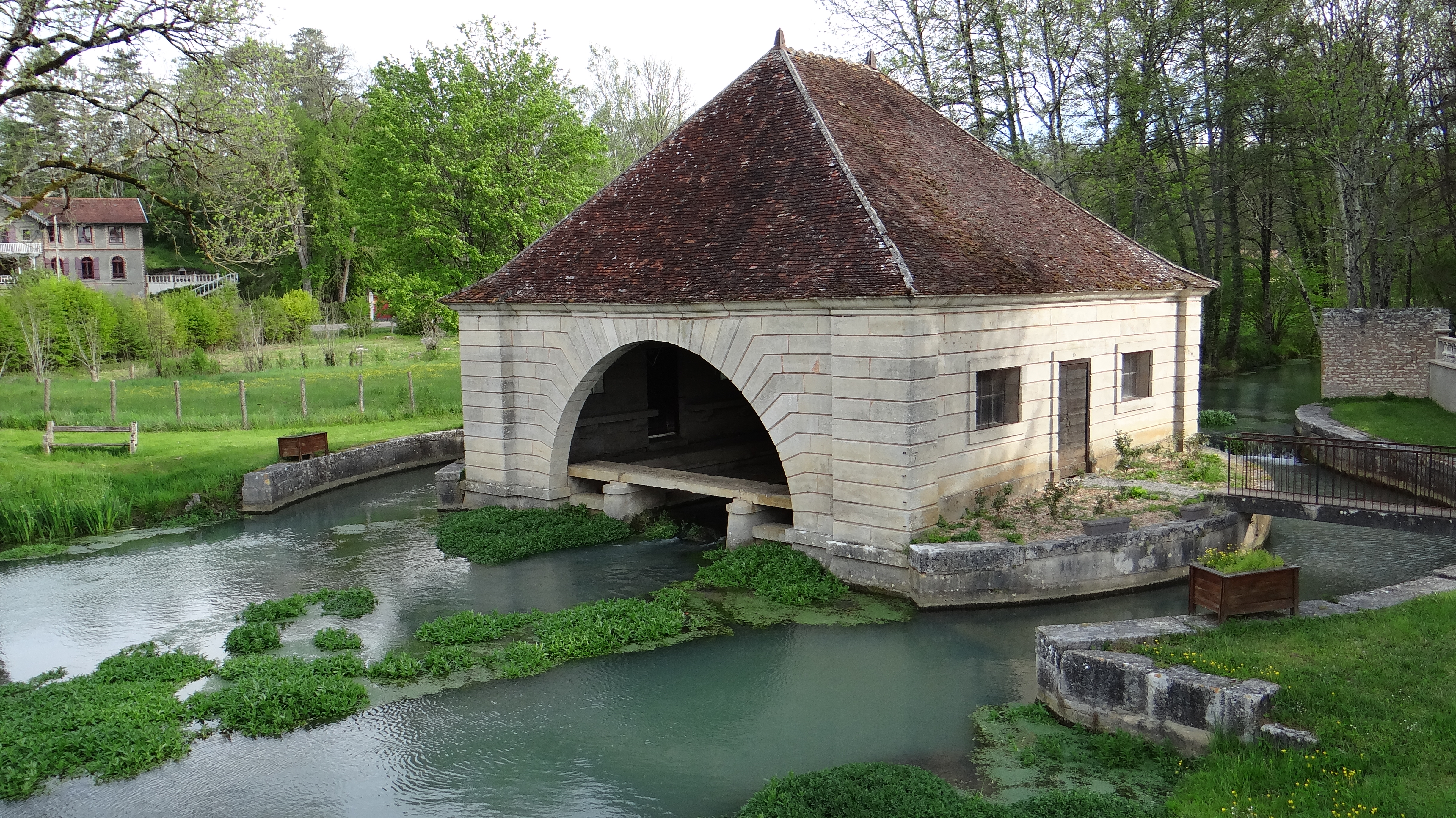
Le lavoir.

- Le lavoir communal au toit à quatre pans couvert de tuiles plates, attribué à l'école de l'architecte Soufflot, pierres de construction bien appareillées, mis en construction en 1827, (mis en eau en 1841), est inscrit, avec le pont attenant au titre des Monuments historiques par arrêté du 8 octobre 1962[66].
- L'église Saint-André de Voutenay-sur-Cure, datant des XIIIe et XIVe siècles, couverte de pierres (laves) posées sans charpente ni solives. Le clocher a été construit au XIXe siècle. Elle est inscrite au titre des Monuments historiques par arrêté du 29 juillet 1976[67]. Elle jouxte le cimetière dans la rue de Fraipont, en bordure de la Cure[Note 10].
- Tour d’horloge construite en 1829, pour la somme de 30 000 francs (de l'époque)[réf. souhaitée].
- Vieux pont sur la Cure à quatre arches datant de 1764.
- Passage du sentier GR 13.
- Les grottes du Vau de Bouche, dont certaines ont livré des vestiges archéologiques.

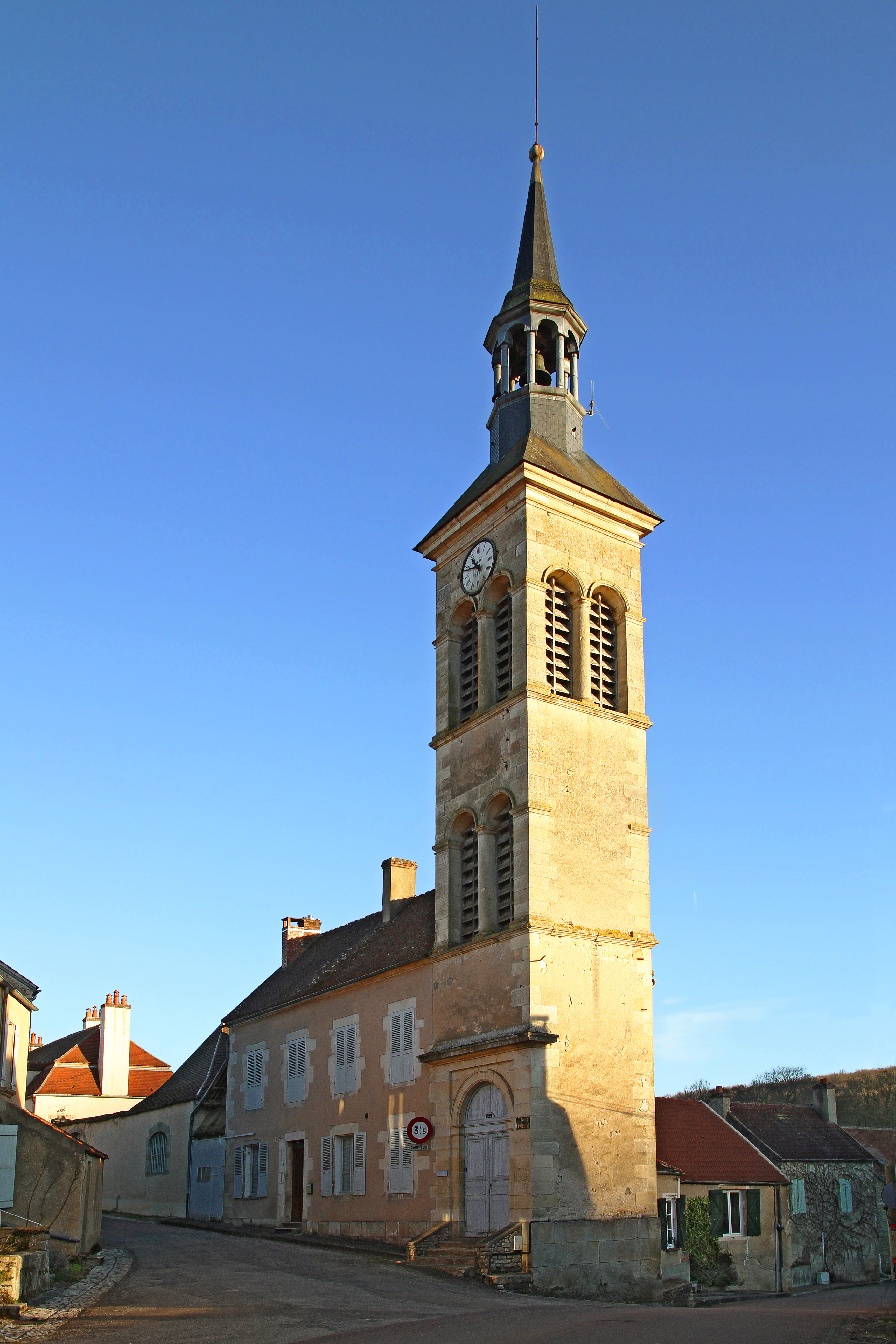
Le beffroi ou tour de l'horloge.
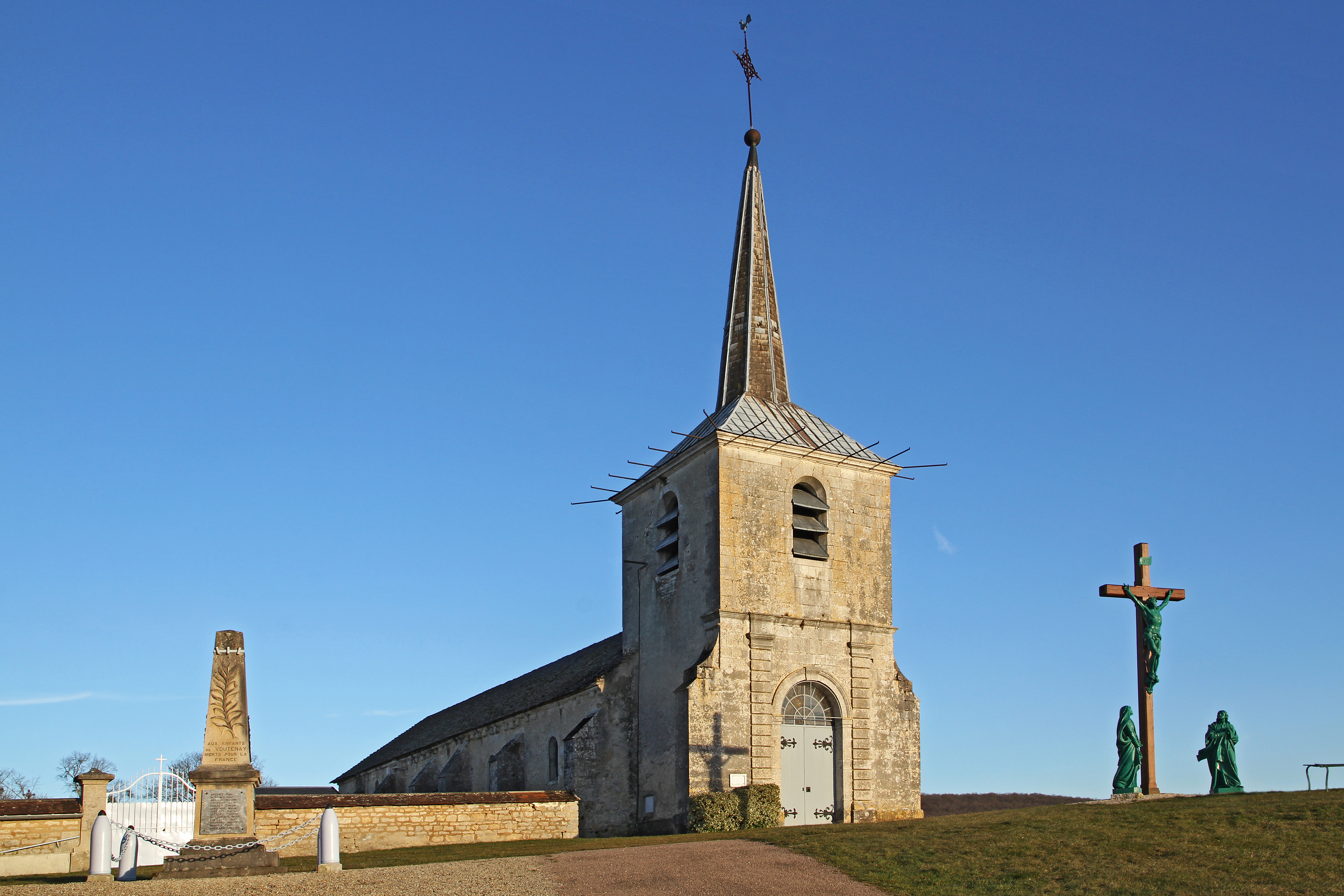
Église Saint-André, monument aux morts et calvaire.
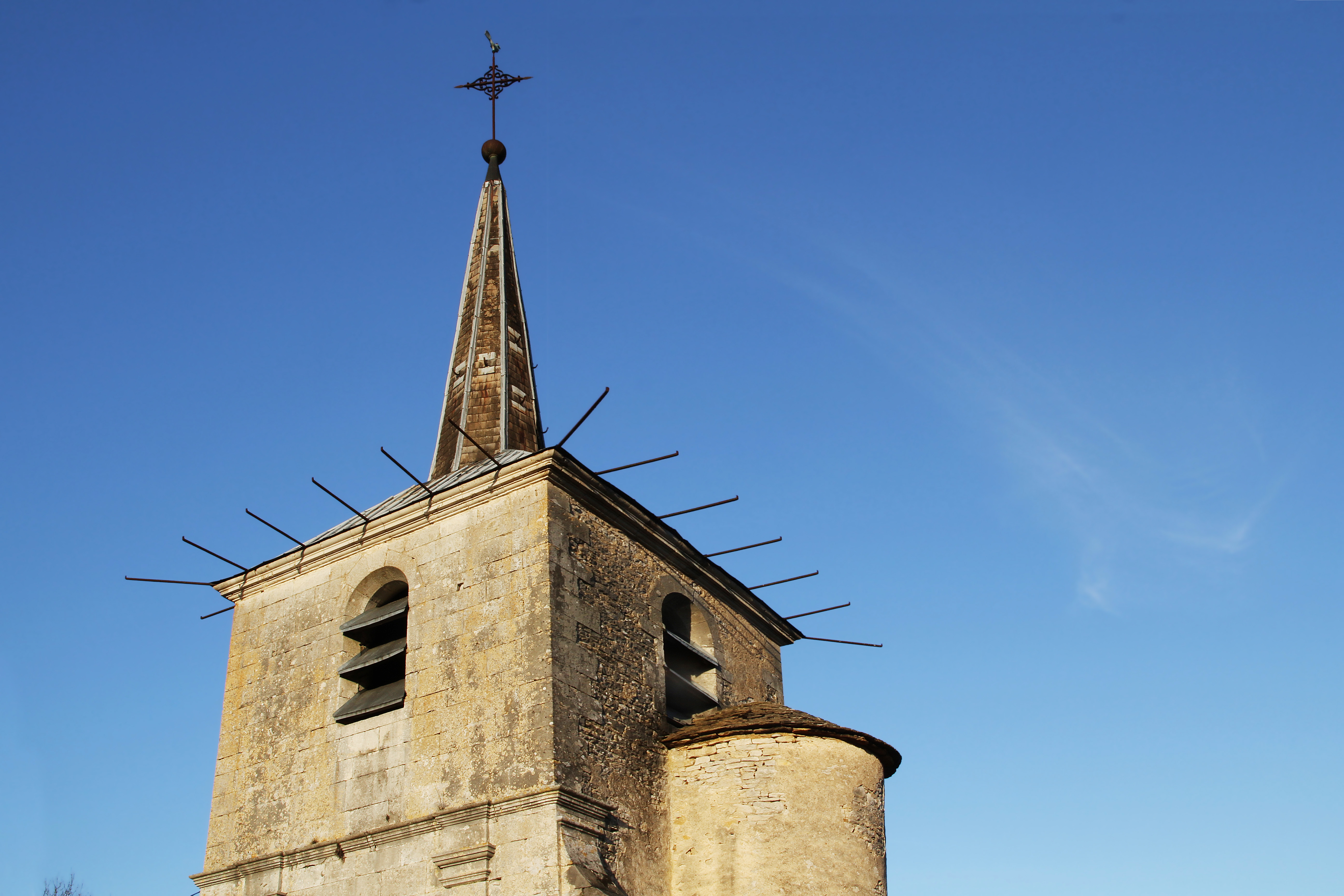
Le clocher de l'église et sa tourelle d'escalier.
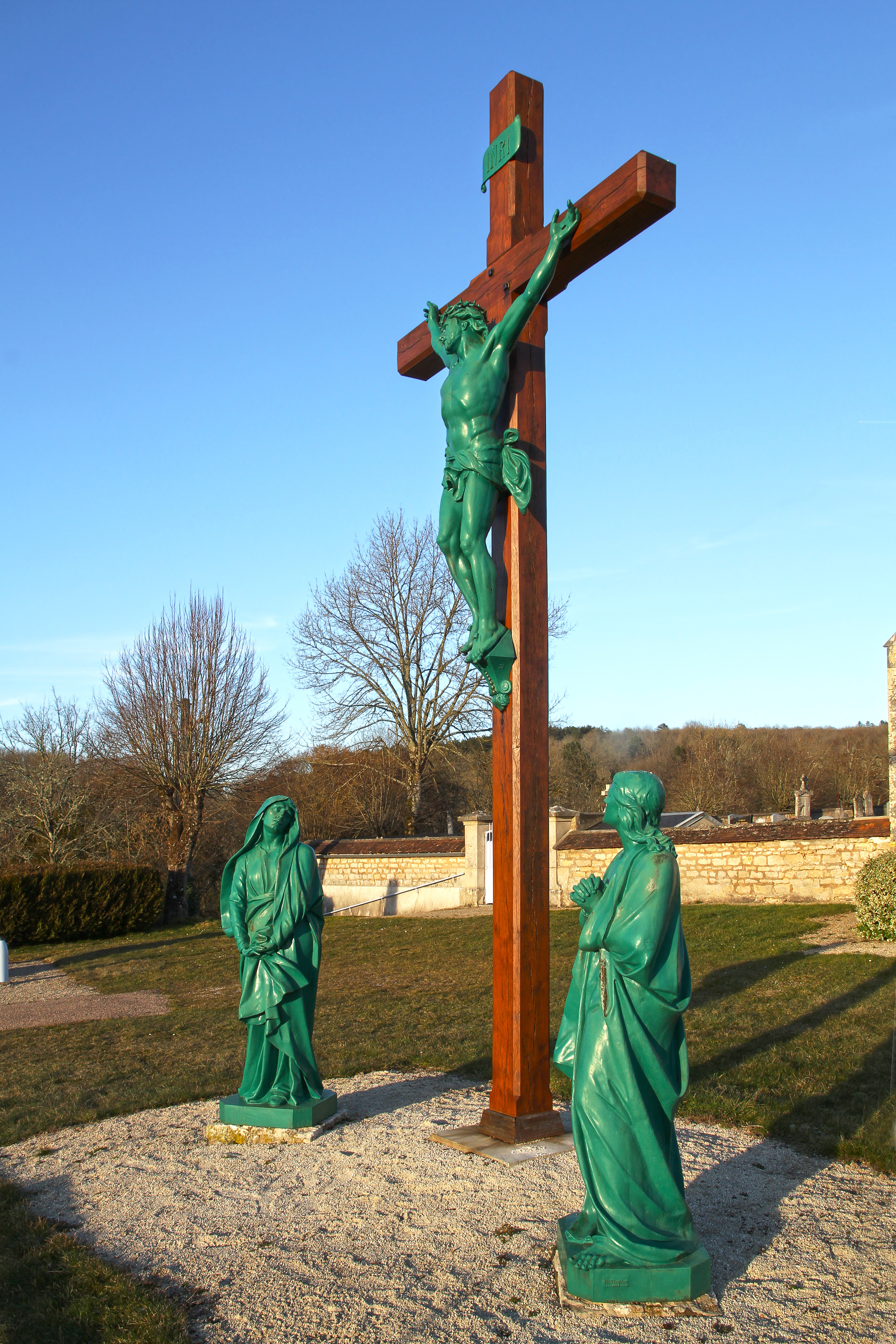
Le calvaire devant l'église.

### Personnalités liées à la commune
- Émile Aubry (1880-1964), peintre, grand prix de Rome, décédé dans la commune.
- Antoinette Destrem (1881-1942), peintre, épouse d'Henri Malançon.
- Henri Malançon (1876-1960), peintre français, qui fréquenta la commune et y mourut.

### Film tourné à Voutenay-sur-Cure
- Été 2012 : La Pièce manquante de Nicolas Birkenstock.

## Pour approfondir